# Språng (skeppsbyggnad)

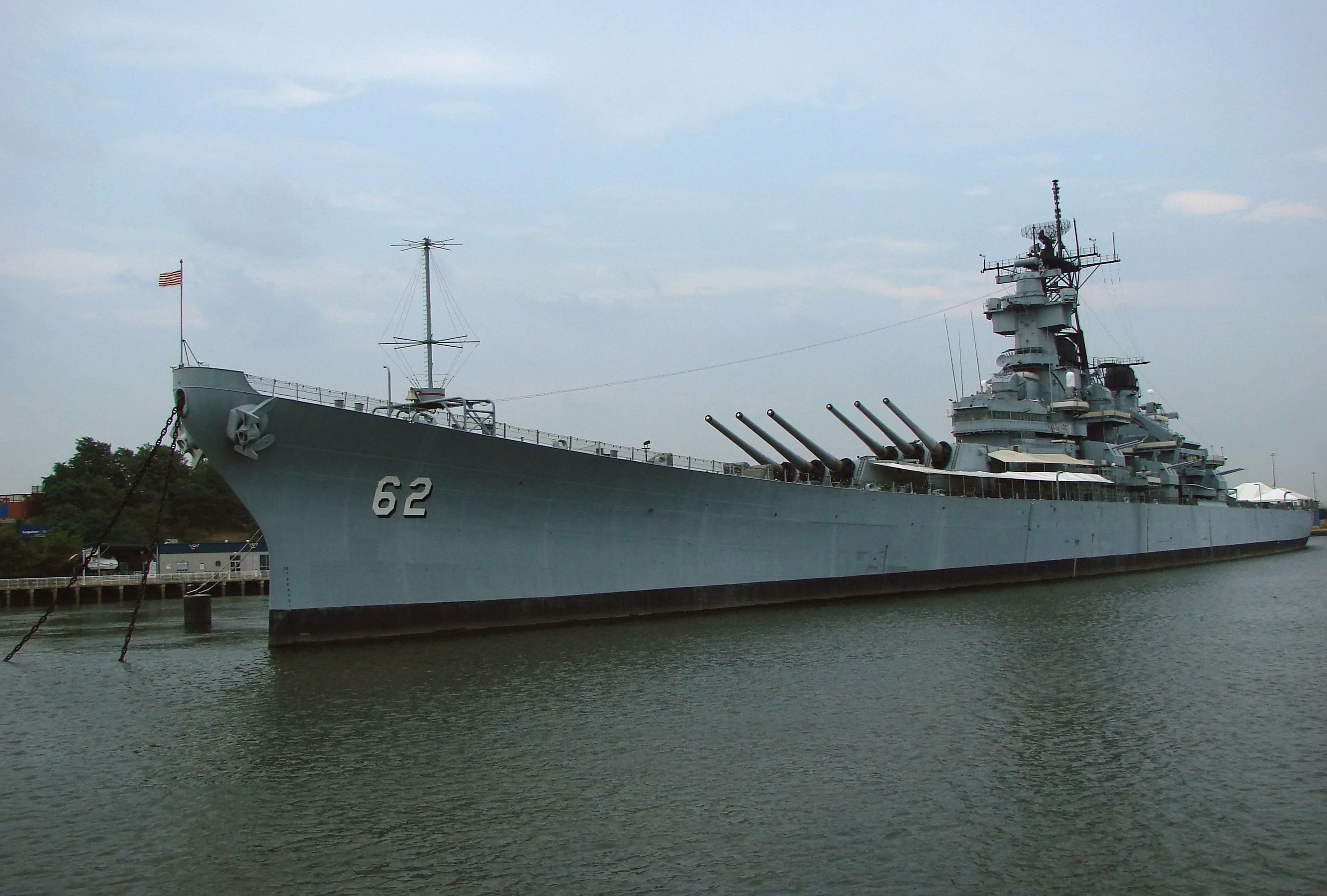
Exempel på positivt språng, USS New Jersey.

Språng eller språnget är den böjda eller raka linje längs med en båts eller ett fartygs skrov eller däckslinje från förstäv till akter. Språnget i mindre båtar och skepp påverkar farkosten vid sjögång, samt att vattnet rinner bättre av däckade farkoster med språng. Moderna större fartyg har inget språng i dess längslinje, dessa har endast en däcksbukt tvärs farkosten.
- Positivt språng har en farkost när dess för och akter är högre än midskepps sett utefter en rak linje.
- Negativt språng har farkosten när midskepps är högre än farkostens för och akter sett utefter en rak linje.
- Ett rakt språng anses en farkost ha när dess däckslinje är en rak linje från för till akter.